# Première bataille de Zaouïa
 (mai 2011).
Si vous disposez d'ouvrages ou d'articles de référence ou si vous connaissez des sites web de qualité traitant du thème abordé ici, merci de compléter l'article en donnant les références utiles à sa vérifiabilité et en les liant à la section « Notes et références ».
Guerre civile libyenne de 2011
Batailles
- 1re Benghazi
- El Beïda
- Derna
- 1re Tripoli
- Misrata
- 1re Zaouïa
- Djebel Nefoussa (1re Dehiba
- 2e Dehiba
- Gharyan)
- 1re Brega
- 1re Ras Lanouf
- 1re Ben Jawad
- 2e Ras Lanouf
- 2e Brega
- 1re Ajdabiya
- 2e Benghazi
- 2e Ajdabiya
- 1re golfe de Syrte
- 3e Brega
- Al Jawf
- Front de Misrata (Zliten
- Tawarga
- 2e Zaouïa
- 4e Brega
- Fezzan
- Birak)
- 5e Brega
- 3e Zaouïa
- 2e Tripoli
- 2e Sebha
- 2e golfe de Syrte (Syrte)
- Offensive de Bani Walid (Tarhounah - Bani Walid)

- Intervention militaire de l’OTAN
- Opération Ellamy (Royaume-Uni)
- Opération Harmattan (France)
- Opération Odyssey Dawn (États-Unis)
- Opération Mobile (Canada)

La première bataille de Zaouïa est un affrontement de la guerre civile libyenne du 24 février 2011 au 10 mars 2011.

## Déroulement

### Prise de la ville par les rebelles
Le 24 février, des combats entre la population et les loyalistes ont lieu dans la mosquée et un assaut rebelle sur la ville est repoussé. Le 26 février, les loyalistes ne contrôlent plus la ville. Le 28, les troupes de Kadhafi mènent une contre-attaque contre la ville avec 200 soldats venant de l'Est, appuyés par des snipers, des chars et de l'artillerie. La première attaque est venue juste après minuit, lorsque des soldats loyalistes ont essayé de passer par la porte de la ville de l'Est en pick-up. Mais l'attaque est repoussée. En début de soirée, une seconde attaque tente de franchir la porte Ouest. Deux camions sont détruits. Dans le même temps, six autres pick-ups ont de nouveau attaqué la porte orientale. Deux ont été capturés par les forces rebelles. Du 29 février[Quand ?] au 1er mars, les loyalistes ont lancé plusieurs contre-offensives mais sont systématiquement repoussés par les rebelles.

### Contre-attaque des loyalistes
Le 2 mars, Khamis Kadhafi arrive sur le terrain avec sa brigade. Zaouïa subit de fort bombardements aériens dans l'après-midi. Le colonel Hussein Darbouk mène quelques contre-offensives sans grand succès. Le 3 mars, il fonde l'armée de libération de l'ouest libyen. Le 4 mars, d'intenses combats se passent à l'ouest et à l'est de la ville. Hussein Darbouk est tué lors de ces combats et Zaouïa perd son plus grand défenseur. Les rebelles n'ont plus de roquettes et les munitions se font rares.

### Lutte pour la place centrale
Au matin du 5 mars, les loyalistes auraient été repoussés du centre de la ville, après de durs combats, mais ils contrôleraient encore les points d'entrée de la ville. À six heures du matin, un nouvel assaut était en cours, qui a commencé avec un barrage d'obus de mortier. À 7 heures, au moins 20 tanks sont entrés dans la ville. Dans l'après-midi, les rebelles stabilisent la situation. Le 6 mars, une quatrième attaque en deux jours a été lancée contre le centre-ville et elle a aussi été repoussée. La résistance des rebelles tient au fait que les rebelles de Zintan et de  Gharyan ont promis le renfort de 300 hommes et que  Khamis Kadhafi n'a pas encore complètement déployé sa brigade. En fait, seulement 700 hommes ont été déjà engagés. Le 7 mars à 9 heures, une cinquième attaque a commencé et a continué dans l'après-midi. Les forces gouvernementales ont une fois de plus réussi à prendre la place centrale de la ville ainsi que l'une des mosquées voisines. Le 8 mars, les rebelles apprennent que les renforts tant attendus ont été repoussés. La plus grande partie de la ville est tenue par les loyalistes. Les rebelles contre-attaquent vainement. Le même jour, Khamis Kadhafi est prêt à l'attaque finale.

### Prise de la ville
Le 9 mars, la ville a été signalée par l'agence Reuters comme étant à 95 %  sous contrôle loyaliste et les rebelles se repliant au sud. Le 10 mars, la ville a été reprise par les forces loyalistes. Khamis Kadhafi prend à revers plus de 800 rebelles grâce à un mouvement tournant par le sud. Le 11 mars, malgré une ultime contre-attaque rebelle, la ville est prise et les derniers rebelles pris au piège se rendent. Le reste se disperse ou essaie de rejoindre Zintan.

## Sources
1. https://www.lemonde.fr/ [source insuffisante]
2. reuters.fr